# Digitaler Regen

Interpretation des digitalen Regens

Digitaler Regen (englisch digital rain), auch Matrix-Code oder manchmal grüner Regen (englisch green rain) genannt, ist der Computercode in der Franchise-Serie Matrix, der erstmals im Jahr 1999 im Science-Fiction-Film Matrix zu sehen war. Der fallende grüne Code ist eine Möglichkeit, die Aktivität der simulierten Realitätsumgebung der Matrix, den alle vier Matrix-Filme aufweisen, auf dem Bildschirm in Form von kinetischer Typografie darzustellen.
Die Logos des amerikanischen Filmproduktionsstudios Warner Bros. Pictures aus dem Jahr 2021 und die animierte Version des Logos von Village Roadshow Pictures aus dem Jahr 2019 in Matrix Resurrections zeigen den Code in ihren jeweiligen Varianten, wobei ersteres auch im Open-World-Computerspiel The Matrix Awakens in einer anderen Version dieser Variante Verwendung fand, bei der das Studiogelände entfernt wurde. Auch die Episoden des Spin-offs The Animatrix beginnen mit dem Code. Es handelt sich um ein charakteristisches Zeichen des Franchise, vergleichbar dem Eröffnungs-Rolltitel bei den Star-Wars-Filmen.

## Hintergrund
Im Film wird der digitale Regen, aus dem die Matrix selbst besteht, häufig als abwärts fließende grüne Zeichen dargestellt. Für diesen Code wird eine von Simon Whiteley entworfene Schriftart verwendet, die spiegelbildliche Kana-Zeichen in halber Breite (englisch Half-width kana) sowie westliche lateinische Buchstaben und Ziffern enthält.
In einem Interview mit CNET aus dem Jahr 2017 führte er das Design auf seine aus Japan stammende Frau zurück und fügte hinzu: „Ich erzähle gerne, dass der Code von The Matrix aus japanischen Sushi-Rezepten besteht“. Der Effekt ähnelt dem eines älteren Monochrommonitors mit grünfarbiger Anzeige, da die Buchstaben durch die Fließbewegung eine scheinbar nachleuchtende Spur auf dem Bildschirm hinterlassen.
Einen Vorläufer des digitalen Regens gibt es in einer Code-Szene des Films Meteo, eines ungarischen Experimental-Popkultur-Films aus dem Jahr 1990. Der Cyberpunk-Film Ghost in the Shell aus dem Jahr 1995, der einen starken Einfluss auf den Film Matrix hat, weist einen Vorspann auf, der dem Matrix-Code ähnlich ist.
Es existiert keine offizielle Version der Schriftart des Codes, die in der Matrix-Trilogie und auf der Webseite des Computerspiels Path of Neo verwendet wurde, jedoch gibt es mehrere Nachahmungen, die zumeist in Form von Bildschirmschonern Anwendung finden.

## Kultureller Einfluss
Der niederländische Musiker Arjen Lucassen nannte einen Titel auf seinem 2010 erschienenen Album Victims of the Modern Age seiner Band Star One zu Ehren des Films Matrix Digital Rain.
Der Effekt inspirierte auch zur Erstellung vieler inoffizieller Matrix-Bildschirmschoner.
Wie sehr der fallende grüne Code ein Symbol für die Matrix-Filme ist, zeigt auch seine Verwendung im Kostümdesign für den Eiskunstlauf, wo die Filmmusik der Matrix-Reihe wiederholt als Programmmusik gewählt wurde: Beispielsweise traten der französische Eiskunstläufer Brian Joubert und die japanische Eiskunstläuferin Kaori Sakamoto in internationalen Wettbewerben zur Matrix-Filmmusik an und trugen dazu Kostüme, die auf unterschiedliche Weise den fallenden Code aufgreifen.